# Stèle de Cascajal

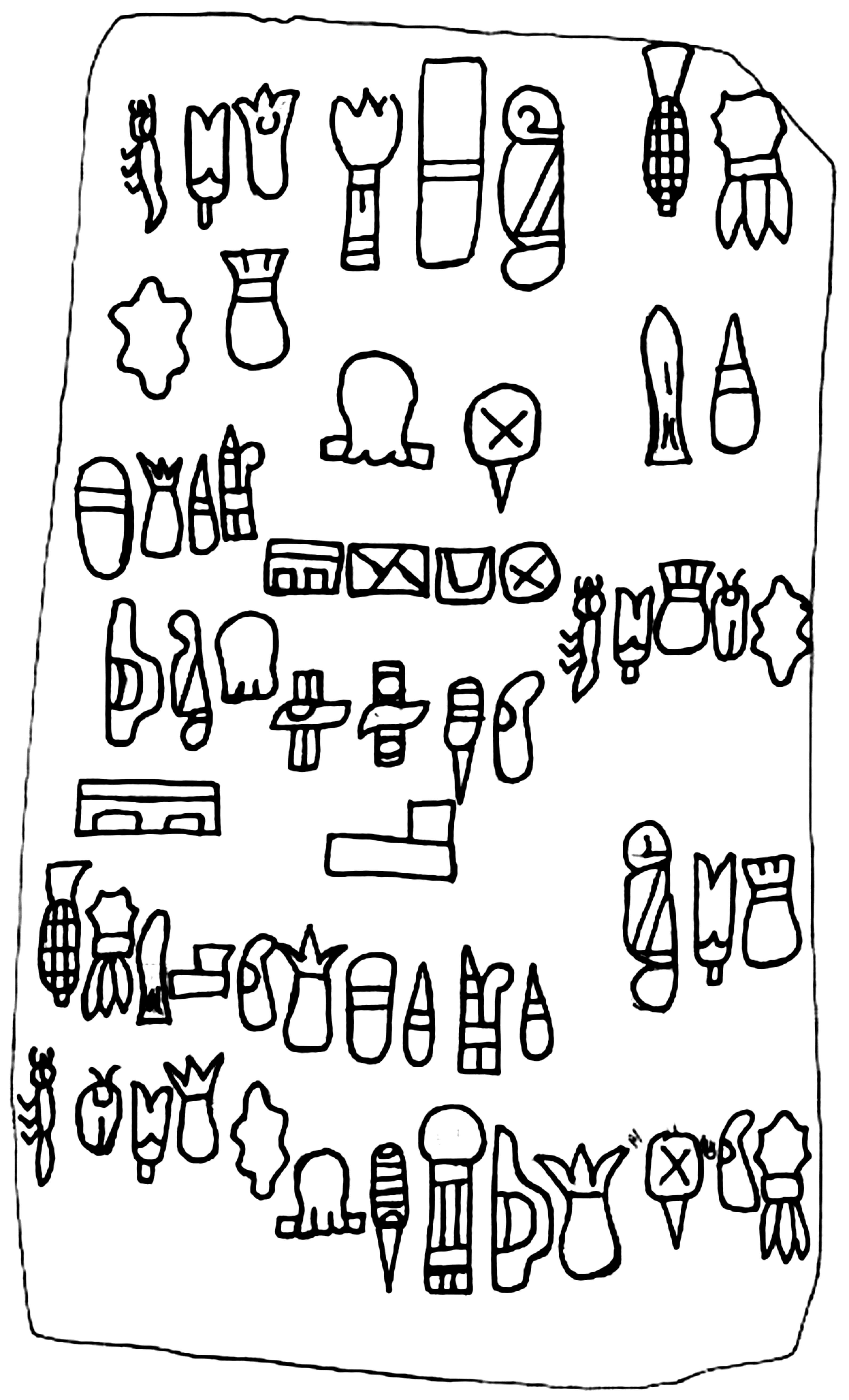
Les 62 signes de la stèle de Cascajal.

La stèle de Cascajal est une pierre découverte en 1999 au Mexique, étudiée à partir de 2005 et qui porterait la plus ancienne écriture découverte en Amérique.

## Origine
Selon les chercheurs américains et mexicains qui ont participé à l'étude publiée dans la revue Science le 15 septembre 2006, il s'agirait de hiéroglyphes, parmi les plus anciens du Nouveau Monde, inscrits sur un bloc de roche en serpentine. Ces signes sont similaires aux gravures réalisées par la civilisation olmèque, une des grandes civilisations précolombiennes précédant les Mayas et les Aztèques. Cette civilisation a vécu sur une vaste partie de la Méso-Amérique de 1200 av. J.-C. jusqu'à 500 av. J.-C.
Le bloc de pierre a été découvert au Mexique, dans une carrière de gravier lors de travaux de construction d’une route près du site de Cascajal, situé à un peu plus d’un kilomètre du grand site olmèque  de San Lorenzo, dans l'actuel État de Veracruz. Ce sont les habitants du village de Lomas de Tacamichapa près de la ville de Jáltipan, au sud de l’État de Veracruz, qui l'ont découverte en 1999, mais les auteurs de l'étude ne se sont rendus sur place qu'en 2005. Ils ont nommé la pierre Stèle de Cascajal et ont conclu que celle-ci, sur laquelle les inscriptions ont été effacées à plusieurs reprises, datait de 2900 ans. Cependant cette datation n'est pas sûre et la stèle laisse certains archéologues sceptiques, tels David Grove, Christopher Pool et Max Schvoerer, quant à l'authenticité des hiéroglyphes car la pierre n’a pas été mise au jour par les chercheurs eux-mêmes.

## Caractéristiques
Légèrement concave la stèle, qui pèse 11,5 kg, mesure 36 cm de longueur, 21 cm de largeur et 13 cm d'épaisseur, pourrait bien être la trace de la plus ancienne écriture connue en Amérique. Carmen Rodriguez Martinez et Ponciano Ortiz Ceballos, qui ont dirigé les recherches, sont persuadés que les inscriptions gravées s’apparentent à des représentations connues de la civilisation olmèque.

## Déchiffrement
La tablette comporte 62 signes gravés dont certains se répètent trois ou quatre fois. Ces pictogrammes avaient pour fonction vraisemblablement d'exprimer des idées.
L’existence d’une écriture (pictogrammes-idéogrammes) évoquant plus un langage qu’une simple ornementation est attestée dès 1200 av. J.-C. sur une vaste partie de la Méso-Amérique. Selon Caterina Magni, il s'agit en fait d'un « langage des signes » qui s’inscrit en premier lieu sur les terres cuites, puis sur d’autres supports, en particulier la pierre. C'est donc une forme d'écriture « sophistiquée et cohérente, couvrant une pensée extrêmement approfondie relevant en priorité du domaine religieux et, dans un degré moindre, du champ sociopolitique. »